# Käringflytet
Käringflytet är en sjö i Norbergs kommun i Västmanland och ingår i Dalälvens huvudavrinningsområde.